# Lista över fornlämningar i Svalövs kommun
Lista över fornlämningar i Svalövs kommun är en förteckning av ett urval av de fornlämningar som finns i Svalövs kommun.

## Ask
| Namn                  | Lämningstyp  | Tillkomsttid | Historisk indelning | Plats | Läge                 | ID-nr          | Bild                                 |
| --------------------- | ------------ | ------------ | ------------------- | ----- | -------------------- | -------------- | ------------------------------------ |
| Galgbacken (Ask 18:1) | Hög          |              | Ask, Skåne          |       | 55.956570, 13.245089 | 10117800180001 | Ladda upp en bild av detta fornminne |
| Ask 49:1              | Hög          |              | Ask, Skåne          |       | 55.966176, 13.239334 | 10117800490001 | Ladda upp en bild av detta fornminne |
| Ask 49:2              | Hög          |              | Ask, Skåne          |       | 55.966464, 13.239845 | 10117800490002 | Ladda upp en bild av detta fornminne |
| Ask 65:1              | Stensättning |              | Ask, Skåne          |       | 55.958211, 13.223027 | 10117800650001 | Ladda upp en bild av detta fornminne |

## Billeberga
| Namn                                  | Lämningstyp      | Tillkomsttid | Historisk indelning | Plats | Läge                 | ID-nr          | Bild                                      |
| ------------------------------------- | ---------------- | ------------ | ------------------- | ----- | -------------------- | -------------- | ----------------------------------------- |
| Fläckehög/Klövekulle (Billeberga 1:1) | Hög              |              | Billeberga, Skåne   |       | 55.879726, 12.988918 | 10118400010001 | Ladda upp en bild av detta fornminne      |
| Billhög (Billeberga 2:1)              | Hög              |              | Billeberga, Skåne   |       | 55.884281, 12.996815 | 10118400020001 | Ladda upp en bild av detta fornminne      |
| Billeberga 7:1                        | Begravningsplats |              | Billeberga, Skåne   |       | 55.881575, 12.997166 | 10118400070001 | Ladda upp en till bild av detta fornminne |
| Tornhög (Billeberga 13:1)             | Hög              |              | Billeberga, Skåne   |       | 55.871847, 12.968308 | 10118400130001 | Ladda upp en bild av detta fornminne      |
| Billeberga 18:1                       | Hög              |              | Billeberga, Skåne   |       | 55.881210, 12.981593 | 10118400180001 | Ladda upp en bild av detta fornminne      |
| Billeberga 18:2                       | Hög              |              | Billeberga, Skåne   |       | 55.880988, 12.982805 | 10118400180002 | Ladda upp en bild av detta fornminne      |
| Billeberga 34:1                       | Hög              |              | Billeberga, Skåne   |       | 55.874337, 13.007567 | 10118400340001 | Ladda upp en bild av detta fornminne      |

## Konga
| Namn       | Lämningstyp | Tillkomsttid | Historisk indelning | Plats | Läge                 | ID-nr          | Bild                                      |
| ---------- | ----------- | ------------ | ------------------- | ----- | -------------------- | -------------- | ----------------------------------------- |
| Konga 24:1 | Runristning |              | Konga, Skåne        |       | 55.978096, 13.199142 | 10128000240001 | Ladda upp en till bild av detta fornminne |
| Konga 74   | Röse        |              | Konga, Skåne        |       | 56.031290, 13.156574 | 12000000007358 | Ladda upp en bild av detta fornminne      |

## Källs-Nöbbelöv
| Namn                | Lämningstyp      | Tillkomsttid | Historisk indelning   | Plats | Läge                 | ID-nr          | Bild                                      |
| ------------------- | ---------------- | ------------ | --------------------- | ----- | -------------------- | -------------- | ----------------------------------------- |
| Källs-Nöbbelöv 1:1  | Begravningsplats |              | Källs-Nöbbelöv, Skåne |       | 55.886682, 13.077655 | 10128600010001 | Ladda upp en till bild av detta fornminne |
| Källs-Nöbbelöv 1:2  | Kyrka/kapell     |              | Källs-Nöbbelöv, Skåne |       | 55.886689, 13.077715 | 10128600010002 | Ladda upp en bild av detta fornminne      |
| Källs-Nöbbelöv 11:1 | Hällristning     |              | Källs-Nöbbelöv, Skåne |       | 55.894361, 13.075182 | 10128600110001 | Ladda upp en bild av detta fornminne      |

## Kågeröd
| Namn                    | Lämningstyp                 | Tillkomsttid | Historisk indelning | Plats | Läge                 | ID-nr          | Bild                                 |
| ----------------------- | --------------------------- | ------------ | ------------------- | ----- | -------------------- | -------------- | ------------------------------------ |
| Kågeröd 11:1            | Hög                         |              | Kågeröd, Skåne      |       | 56.010314, 13.072813 | 10128500110001 | Ladda upp en bild av detta fornminne |
| Kågeröd 27:1            | Hällristning                |              | Kågeröd, Skåne      |       | 55.979560, 13.134615 | 10128500270001 | Ladda upp en bild av detta fornminne |
| Kågeröd 95:1            | Stensättning                |              | Kågeröd, Skåne      |       | 56.033004, 13.049545 | 10128500950001 | Ladda upp en bild av detta fornminne |
| Smörmölla (Kågeröd 180) | Kvarn                       |              | Kågeröd, Skåne      |       | 56.036197, 13.075229 | 12000000059526 | Ladda upp en bild av detta fornminne |
| Kågeröd 218             | Grav markerad av sten/block |              | Kågeröd, Skåne      |       | 56.013496, 13.117964 | 12000000059643 | Ladda upp en bild av detta fornminne |
| Kågeröd 253             | Hällristning                |              | Kågeröd, Skåne      |       | 56.010205, 13.109250 | 12000000059794 | Ladda upp en bild av detta fornminne |
| Kågeröd 314             | Stensättning                |              | Kågeröd, Skåne      |       | 56.026509, 13.028206 | 12000000059955 | Ladda upp en bild av detta fornminne |
| Kågeröd 378             | Stensättning                |              | Kågeröd, Skåne      |       | 56.010120, 13.160764 | 12000000060500 | Ladda upp en bild av detta fornminne |
| Kågeröd 386             | Stensättning                |              | Kågeröd, Skåne      |       | 56.032178, 13.077917 | 12000000061632 | Ladda upp en bild av detta fornminne |

## Norrvidinge
| Namn                          | Lämningstyp             | Tillkomsttid | Historisk indelning | Plats | Läge                 | ID-nr          | Bild                                 |
| ----------------------------- | ----------------------- | ------------ | ------------------- | ----- | -------------------- | -------------- | ------------------------------------ |
| Norre högar (Norrvidinge 2:1) | Hög                     |              | Norrvidinge, Skåne  |       | 55.844792, 13.097499 | 10131700020001 | Ladda upp en bild av detta fornminne |
| Norre högar (Norrvidinge 2:2) | Hög                     |              | Norrvidinge, Skåne  |       | 55.844839, 13.097145 | 10131700020002 | Ladda upp en bild av detta fornminne |
| Norre högar (Norrvidinge 2:3) | Hög                     |              | Norrvidinge, Skåne  |       | 55.844756, 13.098012 | 10131700020003 | Ladda upp en bild av detta fornminne |
| Norre högar (Norrvidinge 2:4) | Hög                     |              | Norrvidinge, Skåne  |       | 55.844825, 13.098838 | 10131700020004 | Ladda upp en bild av detta fornminne |
| Norrvidinge 5:1               | Hög                     |              | Norrvidinge, Skåne  |       | 55.852385, 13.090706 | 10131700050001 | Ladda upp en bild av detta fornminne |
| Ekeshögarna (Norrvidinge 6:1) | Hög                     |              | Norrvidinge, Skåne  |       | 55.838837, 13.084364 | 10131700060001 | Ladda upp en bild av detta fornminne |
| Ekeshögarna (Norrvidinge 6:2) | Hög                     |              | Norrvidinge, Skåne  |       | 55.839089, 13.084602 | 10131700060002 | Ladda upp en bild av detta fornminne |
| Ekeshögarna (Norrvidinge 6:3) | Hög                     |              | Norrvidinge, Skåne  |       | 55.839325, 13.084498 | 10131700060003 | Ladda upp en bild av detta fornminne |
| Ekeshögarna (Norrvidinge 6:4) | Hög                     |              | Norrvidinge, Skåne  |       | 55.838957, 13.085650 | 10131700060004 | Ladda upp en bild av detta fornminne |
| Ljunghög (Norrvidinge 7:1)    | Hög                     |              | Norrvidinge, Skåne  |       | 55.842800, 13.088305 | 10131700070001 | Ladda upp en bild av detta fornminne |
| Norrvidinge 8:1               | Hög                     |              | Norrvidinge, Skåne  |       | 55.853707, 13.117511 | 10131700080001 | Ladda upp en bild av detta fornminne |
| Tohögar (Norrvidinge 9:1)     | Hög                     |              | Norrvidinge, Skåne  |       | 55.855360, 13.117111 | 10131700090001 | Ladda upp en bild av detta fornminne |
| Tohögar (Norrvidinge 9:2)     | Hög                     |              | Norrvidinge, Skåne  |       | 55.855212, 13.116490 | 10131700090002 | Ladda upp en bild av detta fornminne |
| Norrvidinge 11:1              | Grav- och boplatsområde |              | Norrvidinge, Skåne  |       | 55.844786, 13.110609 | 10131700110001 | Ladda upp en bild av detta fornminne |
| Norrvidinge 17:1              | Hög                     |              | Norrvidinge, Skåne  |       | 55.843305, 13.090050 | 10131700170001 | Ladda upp en bild av detta fornminne |
| Norrvidinge 20:1              | Hög                     |              | Norrvidinge, Skåne  |       | 55.843944, 13.095825 | 10131700200001 | Ladda upp en bild av detta fornminne |
| Norrvidinge 27:1              | Hög                     |              | Norrvidinge, Skåne  |       | 55.850673, 13.086394 | 10131700270001 | Ladda upp en bild av detta fornminne |
| Norrvidinge 40:1              | Hög                     |              | Norrvidinge, Skåne  |       | 55.852015, 13.077460 | 10131700400001 | Ladda upp en bild av detta fornminne |
| Smitthög (Norrvidinge 54:1)   | Hög                     |              | Norrvidinge, Skåne  |       | 55.859485, 13.119702 | 10131700540001 | Ladda upp en bild av detta fornminne |
| Norrvidinge 69:1              | Hög                     |              | Norrvidinge, Skåne  |       | 55.837750, 13.084899 | 10131700690001 | Ladda upp en bild av detta fornminne |
| Norrvidinge 71:1              | Hög                     |              | Norrvidinge, Skåne  |       | 55.838645, 13.080863 | 10131700710001 | Ladda upp en bild av detta fornminne |

## Röstånga
| Namn          | Lämningstyp  | Tillkomsttid | Historisk indelning | Plats | Läge                 | ID-nr          | Bild                                 |
| ------------- | ------------ | ------------ | ------------------- | ----- | -------------------- | -------------- | ------------------------------------ |
| Röstånga 4:1  | Stensättning |              | Röstånga, Skåne     |       | 56.000357, 13.297438 | 10132800040001 | Ladda upp en bild av detta fornminne |
| Röstånga 33:1 | Stensättning |              | Röstånga, Skåne     |       | 56.000640, 13.284723 | 10132800330001 | Ladda upp en bild av detta fornminne |
| Röstånga 33:2 | Stensättning |              | Röstånga, Skåne     |       | 56.000921, 13.284649 | 10132800330002 | Ladda upp en bild av detta fornminne |
| Röstånga 35:1 | Stensättning |              | Röstånga, Skåne     |       | 55.998758, 13.314622 | 10132800350001 | Ladda upp en bild av detta fornminne |
| Röstånga 53:1 | Stensättning |              | Röstånga, Skåne     |       | 56.014191, 13.252866 | 10132800530001 | Ladda upp en bild av detta fornminne |
| Röstånga 53:2 | Stensättning |              | Röstånga, Skåne     |       | 56.014133, 13.252915 | 10132800530002 | Ladda upp en bild av detta fornminne |
| Röstånga 54:1 | Stensättning |              | Röstånga, Skåne     |       | 56.015628, 13.253795 | 10132800540001 | Ladda upp en bild av detta fornminne |
| Röstånga 59:1 | Stensättning |              | Röstånga, Skåne     |       | 56.017168, 13.260939 | 10132800590001 | Ladda upp en bild av detta fornminne |

## Sireköpinge
| Namn                         | Lämningstyp | Tillkomsttid | Historisk indelning | Plats | Läge                 | ID-nr          | Bild                                 |
| ---------------------------- | ----------- | ------------ | ------------------- | ----- | -------------------- | -------------- | ------------------------------------ |
| Danskullen (Sireköpinge 2:1) | Hög         |              | Sireköpinge, Skåne  |       | 55.923906, 12.988466 | 10133400020001 | Ladda upp en bild av detta fornminne |
| Sireköpinge 4:1              | Hög         |              | Sireköpinge, Skåne  |       | 55.934810, 12.959718 | 10133400040001 | Ladda upp en bild av detta fornminne |
| Sireköpinge 5:1              | Gravfält    |              | Sireköpinge, Skåne  |       | 55.936464, 13.021278 | 10133400050001 | Ladda upp en bild av detta fornminne |
| Rävekullen (Sireköpinge 6:1) | Hög         |              | Sireköpinge, Skåne  |       | 55.928378, 12.969054 | 10133400060001 | Ladda upp en bild av detta fornminne |
| Hönshögen (Sireköpinge 9:1)  | Hög         |              | Sireköpinge, Skåne  |       | 55.930360, 12.957943 | 10133400090001 | Ladda upp en bild av detta fornminne |
| Sireköpinge 17:1             | Hög         |              | Sireköpinge, Skåne  |       | 55.929554, 12.968937 | 10133400170001 | Ladda upp en bild av detta fornminne |
| Sireköpinge 45:1             | Hög         |              | Sireköpinge, Skåne  |       | 55.923294, 12.989809 | 10133400450001 | Ladda upp en bild av detta fornminne |
| Sireköpinge 46:1             | Hög         |              | Sireköpinge, Skåne  |       | 55.924430, 12.986050 | 10133400460001 | Ladda upp en bild av detta fornminne |
| Sireköpinge 94:1             | Hög         |              | Sireköpinge, Skåne  |       | 55.929584, 12.972596 | 10133400940001 | Ladda upp en bild av detta fornminne |

## Stenestad
| Namn           | Lämningstyp             | Tillkomsttid | Historisk indelning | Plats | Läge                 | ID-nr          | Bild                                 |
| -------------- | ----------------------- | ------------ | ------------------- | ----- | -------------------- | -------------- | ------------------------------------ |
| Stenestad 2:1  | Borg                    |              | Stenestad, Skåne    |       | 56.075875, 13.103517 | 10134800020001 | Ladda upp en bild av detta fornminne |
| Stenestad 9:1  | Stensättning            |              | Stenestad, Skåne    |       | 56.066798, 13.155080 | 10134800090001 | Ladda upp en bild av detta fornminne |
| Stenestad 46:1 | Röse                    |              | Stenestad, Skåne    |       | 56.080814, 13.084816 | 10134800460001 | Ladda upp en bild av detta fornminne |
| Stenestad 53:1 | Husgrund, historisk tid |              | Stenestad, Skåne    |       | 56.079076, 13.077195 | 10134800530001 | Ladda upp en bild av detta fornminne |
| Stenestad 64   | Stensättning            |              | Stenestad, Skåne    |       | 56.081130, 13.084809 | 12000000018465 | Ladda upp en bild av detta fornminne |
| Stenestad 69   | Stensättning            |              | Stenestad, Skåne    |       | 56.078804, 13.077552 | 12000000018471 | Ladda upp en bild av detta fornminne |
| Stenestad 254  | Stensättning            |              | Stenestad, Skåne    |       | 56.055101, 13.109526 | 12000000019049 | Ladda upp en bild av detta fornminne |
| Stenestad 255  | Stensättning            |              | Stenestad, Skåne    |       | 56.054960, 13.108882 | 12000000019050 | Ladda upp en bild av detta fornminne |
| Stenestad 263  | Stensättning            |              | Stenestad, Skåne    |       | 56.054572, 13.108911 | 12000000019062 | Ladda upp en bild av detta fornminne |
| Stenestad 311  | Stensättning            |              | Stenestad, Skåne    |       | 56.058788, 13.059892 | 12000000020011 | Ladda upp en bild av detta fornminne |
| Stenestad 313  | Stensättning            |              | Stenestad, Skåne    |       | 56.059011, 13.060773 | 12000000020013 | Ladda upp en bild av detta fornminne |

## Svalöv
| Namn                      | Lämningstyp             | Tillkomsttid | Historisk indelning | Plats | Läge                 | ID-nr          | Bild                                      |
| ------------------------- | ----------------------- | ------------ | ------------------- | ----- | -------------------- | -------------- | ----------------------------------------- |
| Svalöv 6:2                | Kyrka/kapell            |              | Svalöv, Skåne       |       | 55.924748, 13.106348 | 10135700060002 | Ladda upp en bild av detta fornminne      |
| Svalöv 19:1               | Stensättning            |              | Svalöv, Skåne       |       | 55.936151, 13.117381 | 10135700190001 | Ladda upp en bild av detta fornminne      |
| Svalöv 19:2               | Stensättning            |              | Svalöv, Skåne       |       | 55.936225, 13.117088 | 10135700190002 | Ladda upp en bild av detta fornminne      |
| Grytekullen (Svalöv 23:1) | Stensättning            |              | Svalöv, Skåne       |       | 55.952544, 13.130314 | 10135700230001 | Ladda upp en bild av detta fornminne      |
| Svalöv 50:1               | Grav- och boplatsområde |              | Svalöv, Skåne       |       | 55.923725, 13.108662 | 10135700500001 | Ladda upp en till bild av detta fornminne |

## Tirup
| Namn      | Lämningstyp | Tillkomsttid | Historisk indelning | Plats | Läge                 | ID-nr          | Bild                                 |
| --------- | ----------- | ------------ | ------------------- | ----- | -------------------- | -------------- | ------------------------------------ |
| Tirup 3:1 | Hög         |              | Tirup, Skåne        |       | 55.896263, 13.034056 | 10137400030001 | Ladda upp en bild av detta fornminne |

## Torrlösa
| Namn                      | Lämningstyp      | Tillkomsttid | Historisk indelning | Plats | Läge                 | ID-nr          | Bild                                      |
| ------------------------- | ---------------- | ------------ | ------------------- | ----- | -------------------- | -------------- | ----------------------------------------- |
| Torrlösa 1:1              | Hällristning     |              | Torrlösa, Skåne     |       | 55.910077, 13.140454 | 10137800010001 | Ladda upp en till bild av detta fornminne |
| Torrlösa 2:1              | Begravningsplats |              | Torrlösa, Skåne     |       | 55.910731, 13.139331 | 10137800020001 | Ladda upp en bild av detta fornminne      |
| Torrlösa 2:2              | Kyrka/kapell     |              | Torrlösa, Skåne     |       | 55.910756, 13.139363 | 10137800020002 | Ladda upp en till bild av detta fornminne |
| Torrlösa 8:1              | Stensättning     |              | Torrlösa, Skåne     |       | 55.930516, 13.170232 | 10137800080001 | Ladda upp en bild av detta fornminne      |
| Höjelycke (Torrlösa 9:1)  | Stensättning     |              | Torrlösa, Skåne     |       | 55.935040, 13.187229 | 10137800090001 | Ladda upp en bild av detta fornminne      |
| Torrlösa 10:1             | Hög              |              | Torrlösa, Skåne     |       | 55.940361, 13.181479 | 10137800100001 | Ladda upp en bild av detta fornminne      |
| Torrlösa 12:1             | Stensättning     |              | Torrlösa, Skåne     |       | 55.924674, 13.135846 | 10137800120001 | Ladda upp en bild av detta fornminne      |
| Torrlösa 48:1             | Hög              |              | Torrlösa, Skåne     |       | 55.938852, 13.217470 | 10137800480001 | Ladda upp en bild av detta fornminne      |
| Torrlösa 48:2             | Hög              |              | Torrlösa, Skåne     |       | 55.938741, 13.217999 | 10137800480002 | Ladda upp en bild av detta fornminne      |
| Torrlösa 85:1             | Hög              |              | Torrlösa, Skåne     |       | 55.921516, 13.214506 | 10137800850001 | Ladda upp en bild av detta fornminne      |
| Rove hög (Torrlösa 146:1) | Hög              |              | Torrlösa, Skåne     |       | 55.927617, 13.220291 | 10137801460001 | Ladda upp en bild av detta fornminne      |
| Torrlösa 147:1            | Hög              |              | Torrlösa, Skåne     |       | 55.927692, 13.226261 | 10137801470001 | Ladda upp en bild av detta fornminne      |
| Tornhög (Norrvidinge 3:1) | Hög              |              | Torrlösa, Skåne     |       | 55.854963, 13.099192 | 10131700030001 | Ladda upp en till bild av detta fornminne |
| Norrvidinge 4:1           | Hög              |              | Torrlösa, Skåne     |       | 55.856272, 13.099133 | 10131700040001 | Ladda upp en bild av detta fornminne      |
| Svalöv 4:1                | Stensättning     |              | Torrlösa, Skåne     |       | 55.924833, 13.135558 | 10135700040001 | Ladda upp en bild av detta fornminne      |